# Куцевол Наталія Володимирівна
Куцевол Наталія Володимирівна (нар. 17 липня 1961, м. Прилуки, Чернігівська область) — радянська та українська вчена-хімік, доктор хімічних наук (2014)..

## Біографія
Куцевол Наталія Володимирівна у 1983 р. закінчила Київський університет, в якому й працює нині. З 2014 року — провідний науковий співробітник кафедри хімії високомолекулярних сполук.

## Наукові дослідження
Основні напрямки наукових досліджень:
- синтез та структурні дослідження водорозчинних кополімерів складної архітектури, їхня хімічна модифікація та функціональні властивості;
- нанотехнології.[1]

## Основні наукові праці
- Solution properties of dextran-polyacrylamide graft copolymers // Polymer. 2006. Vol. 47;
- Anomalous behaviour of comblike dextran-polyacrylamide copolymers in mixed solvents // Eur. Pol. J. 2009. Vol. 45;
- Comparative study of branched and linear polymers for the regulation of clay dispersion stability // Mol. Cryst. Liq. Cryst. 2011. Vol. 536;
- Synthesis of silver nanoparticles in star-like Dextran-graft Polyacrylamide matrices // Там само. 2014. Vol. 590;
- Star-like dextran-graft-(polyacrylamide-co-polyacrylic acid)Copolymers // Macromol. Symp. 2014. Vol. 335 (усі — співавт.).